# 獣拳戦隊ゲキレンジャーの登場人物
獣拳戦隊ゲキレンジャーの登場人物（じゅうけんせんたいゲキレンジャーのとうじょうじんぶつ）では、特撮テレビドラマシリーズ『獣拳戦隊ゲキレンジャー』に登場する架空のキャラクター、ならびにその所属組織などについて記述する。

## 概要
頑健な「体」を誇る野生児だが、幼少のころから樹海で虎に育てられたため「心」の面は幼い漢堂ジャン（ゲキレッド）。根性が口癖の努力家で強き正義の「心」の持ち主だが、「技」が未熟な女性拳士宇崎ラン（ゲキイエロー）。そして格闘技に精通する理論派であり優れた「技」の持ち主だが、「体」の面に難がある深見レツ（ゲキブルー）。この3人が初期のゲキレンジャーを構成する。彼らの苗字の頭文字を合わせると「カンフー」（かん・ふ・う）となり、3人は心技体のトライアングルで敵と戦う。
中盤からの追加メンバーとして、亡くなったと思われていたレツの兄であり、強い「意志」を持つ深見ゴウ（ゲキバイオレット）、そして遊び人風ながら天賦の「才能」を秘め、獣拳の創始者と同じ拳を使える久津ケン（ゲキチョッパー）の2人が合流する。彼ら戦隊チームを、マスター・シャーフーを始めとした七拳聖と、スクラッチ社特別開発室の室長真咲美希が補佐する。
敵陣営では、誰よりも「強さ」を求める臨獣殿の現当主理央、そして理央への無償の「愛」を捧げる若く妖艶な女性の姿をした幹部メレの2人が、主役格として登場する。彼らに道を示す三拳魔は、序盤では封印されており、物語の進捗とともに1人ずつ封印が解かれていく。さらに物語中盤から敵の追加メンバーとして、謎めいた金髪の青年ロンが加わる。

## 激獣拳ビーストアーツ / スクラッチ

### 獣拳戦隊ゲキレンジャー
初期メンバーの3人は心技体のトライアングルで敵と戦う。互いが互いを補い学び合うことで成長することからリーダーは不在だったが、中盤でラン（イエロー）がキャプテンを任せられる。
序盤は、属性（心技体）が同じ3人の拳聖に各々弟子入りし、長所を伸ばす修行を行う。物語の中盤からは残る3人の拳聖から各々が不得意とする属性を学び克服するという、二段構成の修行となっている。
激獣拳の基本は「激気（）」と呼ばれる気であるが、この激気の上に過激気（）という究極の気が存在する。初期メンバー3人は、物語中盤でこの過激気を習得し、スーパーゲキレンジャーへの変身が可能となる。
初期メンバーは苗字の頭文字を合わせると「カンフー」（かん・ふ・う）となり、深見兄弟のレツとゴウの頭文字を合わせると「レッツゴー」となる。
名乗りの口上は「燃え立つ激気は、正義の証！獣拳戦隊ゲキレンジャー！」。スーパーゲキレンジャー時は「たぎる過激気は正義のために！獣拳戦隊ゲキレンジャー！」。
漢堂 ジャン（）
演 - 鈴木裕樹
幼少のころから樹海の密林で虎に育てられた野生児。そのため身元・本名は不明で「漢堂ジャン」は自称。一人称は「俺」。
久しく人間と接していなかったため一般常識は乏しく、好奇心旺盛だが精神的には幼い。その分純真無垢で明朗な性格で、弱きを助け悪を憎む正義の心の持ち主。野生児ゆえに身体能力は抜群で、戦闘でも身体を最大限に生かして戦う。また、感情や周囲の状況を鋭敏に受け取る感覚を持つが、頭ではなく体で感受しているため「ニキニキ」などといった「ジャン語」と呼ばれる身体感覚を表す独自の擬音語の繰り返し言葉によって自分の心や感情を表現する。拳聖たちを変化している動物の名前で呼ぶ。
生まれ持った強烈な激気と大木の下敷きになっても骨折しなかった丈夫さを美希に買われてスカウトされ、激獣タイガー拳を学ぶと同時にラン・レツと共にゲキレンジャーとして戦うようになり、身元が判明するまではスクラッチ社が身元を引受けることとなる。課題は人と数多く触れ合い、その「心」を成長させること。獣拳合体を始めとするパワーアップのきっかけを掴むことがメンバー中で一番早く、成長や向上の面では他のメンバーを引っ張る存在である。
理央はジャンが自らを唯一下した相手である白虎の男の関係者と推測する。その推測通り、ジャンは白虎の男ことダンの息子で、樹海の中で暮らしていたのは幼少のころに暮らしていた獣源郷の近くの村が、15年前に土砂崩れで壊滅したためである。これは証拠隠滅を図ったロンが引き起こしたもので、母ナミはジャンを逃がした後、ロンにより殺されている。その直後、濁流にのまれたショックでジャンは記憶をなくしたのだろうと美希は推測している。
ロンとの戦いの後は、ロンを封印した慟哭丸の保管と世界中の子供たちに、正義の獣拳を教えるために旅立つ。
『劇場版 炎神戦隊ゴーオンジャーVSゲキレンジャー』では、記憶喪失のため自身の誕生日を知らず、誕生日を祝われるなつめを羨ましがったことから、ゴーオンジャーの面々に「ゴーオンジャーと出会えた記念日（スーパー戦隊誕生日）」と提案され、なつめの誕生日と同じ日にする。
2011年放送の『海賊戦隊ゴーカイジャー』第7話にもゲスト出演。
- 「体」を担う存在であることから、心や技が低く、体の感覚や直感のようなものを大事にするため、野生児という設定となった。また、「目線が子供に一番近い」という理由も後付けされている。

ゲキレッド
声 - 鈴木裕樹、スーツアクター - 福沢博文
漢堂ジャンが変身する激獣タイガー拳を会得した拳士。名乗り口上は「体に漲る無限の力！アンブレイカブル・ボディ」。
頑丈な「体」を持ち、トラのような天性のパワーと柔軟性で戦う。
修行その15では、ルーツの鼓動戻しによって子供になったジャンが変身した。
スーパーゲキレッド
声 - 鈴木裕樹、スーツアクター - 福沢博文
過激気を習得したゲキレッドの強化形態。名乗り口上は「過激にアンブレイカブル・ボディ」。
「心」を磨いたことにより、パワー・スピード・技のいずれも強化された。

宇崎 ラン（）
演 - 福井未菜
強き正義の心の持ち主で激獣チーター拳の使い手。ゲキレンジャーのリーダー的存在で紅一点。修行その23からはキャプテンになる。髪型はポニーテールが特徴的である。一人称は「私」。
激獣拳を学ぶ前は陸上の選手をしていたためジャンを凌ぐ俊足で、スピードを生かした戦法を得意する。また、ただ速いだけではなく正確さがあり、敵の弱点を突くことも出来る。ある時にシャーフーと出会い、自分の力を人のために役立てたいということから激獣拳への道を選んだ。曲がったことを嫌う快活で感情表現もストレート、かつ勝気で男勝りな性格。自分と反対の考えを持つレツとは口論になることもある。「根性」が口癖の努力家であるが、根性だけでは克服できないこともあるため、課題はその「技」を磨くこと。
大地主の一人娘で、スクラッチには社会勉強という名目で入社している。母の伶子から見合いを持ちかけられるも、伶子の考えを変えることに成功する。
ロンとの戦いの後は、レツと共にマスターとして獣拳を子供たちに教えている。
- ランの激獣がチーターであることと、シンプルで直線的、一途な感じの性格であることからスプリンターという設定となった。

ゲキイエロー
声 - 福井未菜、スーツアクター - 人見早苗
宇崎ランが変身する激獣チーター拳を会得した拳士。名乗り口上は「日々是精進、心を磨く！オネスト・ハート」。
一つ一つの技を積み重ねていく強い意志と折れない「心」を持つ。チーターのように俊足で、1秒間に約100発のパンチを放つことができる。
- 南拳のような武術を用いている。

スーパーゲキイエロー
声 - 福井未菜、スーツアクター - 人見早苗
過激気を習得したゲキイエローの強化形態。名乗り口上は「過激にオネスト・ハート」。
「技」を磨いたことにより、スピードに技のキレが加わった。

深見 レツ（）
演 - 高木万平
優れた技の持ち主である激獣ジャガー拳の使い手。ゲキレンジャーのエース。一人称は「僕」。たまに英語を口にすることがある。
自尊心が高く、洞察力に優れている。あらゆる格闘技に精通する理論派で、常に美しい技を極めることを信念に、新しい技を追い求めている。自分のことを「才能がある」と言ってはばからず、技の未熟な者に対しては水臭い態度をとりがちだが、根底には激獣拳に対する素直で熱い心を持つ。一方で自身もまだまだ未熟で子供な面があり、兄のゴウからもそれを指摘されている。また、ネガティブな発言をすることもあり、多少悲観的な部分がある様子。華麗な技で敵を翻弄し、時には敵すら魅了するが、体力面に難があるため、課題は「体」を鍛えること。
かつてゴウと共に教会で育てられており、その当時は控え目で臆病な性格であった。また、若き天才画家として将来を嘱望されていたが、2年前に兄が亡くなったことから、画業を休み、ゴウが心から打ち込んでいた激獣拳の感動に触れてみたいと思い、シャーフーに弟子入りしてスクラッチに入社している。好きな食べ物は最後にとっておいて食べるタイプ。
ゴウのことは心から尊敬しており、彼からもらったお揃いの十字架のペンダントを非常に大事にしており、このペンダントが生存が判明したゴウに、自分がレツだと信じさせることとなる。画家としては収入があったらしく、ケンが売ってしまった操獣刀を買い戻すために資金源として同行していた（ちなみに諸事情から発生したトラブルを解決したことで無料で返してもらった）。
ロンとの戦いの後は、ランと共にマスターとして獣拳を子供たちに教えている。
- 身体能力が弱い獣拳のオタクというところからバックボーンを決め、技のファンタジスタであることから、感動を生み出せる人としてアーティストとなったが、音楽ではなくビジュアル的に見えた方がわかりやすいため、画家となった。

ゲキブルー
声 - 高木万平、スーツアクター - 竹内康博
深見レツが変身する激獣ジャガー拳を会得した拳士。名乗り口上は「技が彩る大輪の花！ファンタスティック・テクニック」。酔拳時は「酒が彩る大輪の花」。
流れる舞のような優美な「技」を用いる。ジャガーのように跳躍力にも優れている。
- 八卦掌をベースにした武術を用いている。

スーパーゲキブルー
声 - 高木万平、スーツアクター - 竹内康博
過激気を習得したゲキブルーの強化形態。名乗り口上は「過激にファンタスティック・テクニック」。
「体」を磨いたことにより、華麗な技に力強さが加わった。

深見 ゴウ（）
演 - 三浦力
修行その22より登場。亡くなったと思われていたレツの兄。一人称は「俺」。
10年ほど前に臨獣拳に走ろうとした兄弟弟子の理央を止めるために、半擬人化した動物の姿となる禁断の技獣獣全身変を使い、そのまま消息を絶つ。十数年の失踪中の記憶はなく、技の代償として歳も取っていない。狼男の姿でゲキレンジャーの前に現れ、襲いかかるが、「獣獣全身変」が不完全だったため正気を取り戻し、本来の姿に戻る。
協調性には欠けるものの、仲間や家族への情に厚い優しい性格の持ち主。座右の銘は「俺流」。口癖は拳を額に当て「まいったぜ」や「なんてこった」。失踪する前には戦いに巻き込みたくないがゆえに、レツに危険な激獣拳には関わらずに絵の道に進む約束をしており、レツが激獣拳を学んでいることを知り辞めさせようとするも、レツの成長と戦闘センスを見て激獣拳の拳士として認めるようになる。認めた後も彼の未熟な部分を「子供」と評することもあるが、以前のように子供扱いをすることは少なくなる。かつては理央と強い友情で結ばれており、道を踏み外した時には彼を止めるようにという約束も交わしている。しかし一方では、理央に友達ではなくライバルとして見て欲しかったというコンプレックスも抱いている。好きな食べ物は真っ先に食べるタイプ。
修行の段階で激気ではなく、臨気に近い危険な紫激気（）を我流で身につけたため、激気に合わせて作られたゲキチェンジャーでは紫激気と合わず変身できなかったが、美希が紫激気用に開発していたゴングチェンジャーによりゲキバイオレットとなる。ムエタイスタイルの肉弾戦を主とする我流の拳法を使い、当初はその拳法を獣拳深見流ウルフ拳と称するが、ゲキバイオレットとなってからは激獣ウルフ拳と改める。ロンとの戦いの後は、バエとともに旅に出る。
- 修行その49の旅立つシーンでジャンから貰ったリンゴをかじるというものは、三浦本人が考えたもの。

ゲキバイオレット
声 - 三浦力、スーツアクター - 清家利一
深見ゴウが変身する激獣ウルフ拳を会得した拳士。名乗り口上は「紫激気、俺流。我が意を尽くす！アイアン・ウィル」。
ムエタイのように肘や膝を使った素早い戦法で、オオカミのような激しい戦い方を得意とする。5人の中で唯一専用武器、武具がない。
- スーパー戦隊シリーズ初の紫の戦士である。東映側で「レツ（ブルー）の兄」という設定を決め、それを受けてバンダイ側が青系の色から紫を選択した。紫はヒーロー側に使われることが少ない色だったが、2000年の『仮面ライダークウガ』のタイタンフォーム以降、平成仮面ライダーシリーズで使われ始め、本作品で戦隊シリーズ初登場となった。

狼男（人狼ゴウ）
スーツアクター - 竹内康博
修行その24・25・27に登場。ゴウが不完全な獣獣全身変により変貌した姿。
- デザインは、マーラシヤと間違えられるという展開からシルエットを似せている。劇中で間違えられるくだりがあるため、マーラシヤのトゲに似た毛束を肩に付けている。

久津 ケン（）
演 - 聡太郎
修行その27より登場。激獣拳最古の拳の一つで空手のような構えを取る激獣ライノセラス拳の使い手。獣拳の聖地・獣源郷で修行していた。一人称は「俺」。
スクラッチマイスターズ社の職人を父に持ち、彼の使うジャケットやアイテムにはスクラッチ社のマークではなく、スクラッチマイスターズ社のマークが描かれている。マークはスクラッチのマークに右下方向に引っ掻いた意匠で、漢字の《手》に似せた物になっている。
元は4人目として呼び寄せられたが、勝手に休暇を取り合流に遅れてくるなど性格にはいい加減な軽いところがあり、それが元で一度はジャンたちからゲキレンジャーに加わることを拒否される。しかし、激獣拳に対する思いは誰にも引けを取らず、自らの技を見せて4人に加入を認めさせる。「押忍!」が口癖で、好物は特にメンチカツで、食べ物の好みもジャンと似通っている。母親を幼いころに病気で亡くしており、夢は「女性の涙を嬉し泣き以外この世から消し去る」ことと語る。父の権太郎とは喧嘩することもあるが、妹の幸子には頭が上がらず、かわいがっている。英語は全くと言っていいほどできない。
過激気や紫激気といった特別な激気は持たないが、刃物のように激気を研ぎ澄ましダイヤモンドのように硬く練り上げて鋭利にして攻撃に用いるゲキワザ激気研鑚（）を使用できる。この技は開祖であるブルーサ・イー以外、身に付けた者がいなく、七拳聖すら習得出来ていない。それゆえに彼が非凡なセンスの持ち主であることを証明している。
ロンとの戦いの後、実家でもあるスクラッチ・マイスターズの職人見習いとなり、エレハンの指導と妹の叱咤の下、丁々発止のやり取りを交わす。
- 名前の由来は「必殺拳」。

ゲキチョッパー
声 - 聡太郎、スーツアクター - 渡辺淳
久津ケンが変身する激獣ライノセラス拳を会得した拳士。名乗り口上は「才を磨いて、己の未来を切り開く！アメイジング・アビリティ」。
スーツは白色にオレンジと黒のツートーンで、腰に空手の帯を思わせるベルトがある。
サイのような突進力で抜群の破壊力を誇る。他の4人とは違い自分のゲキビーストを持たず、巨大戦では操獣刀でサイダインを操る。

### 七拳聖
「激臨の大乱」と呼ばれる戦いの直前に袂を分けた10人の獣拳使いのうち、正しく獣拳の流れを受け継ぎ、激獣拳を立ち上げた7人の獣拳使いたちの総称。若き拳士たちから「マスター・×××」と呼ばれ、自ら認めた弟子を指導する。
かつての友・三拳魔たちと激臨の大乱を迎えた際、禁断のゲキワザ「獣獣全身変」により、それぞれが持つ獣拳に該当する動物の姿を模した半獣半人の姿となり、今に至る。現在は各自異なる場所で暮らしており、必要に応じてスクラッチ本社へと集まる。マスター・トライアングル以外は「○○の中に修行あり」というモットーを持ち、激獣拳の拳士たちに修行をつける。
彼らが臨獣拳との戦いに頻繁に参加すればストーリーが成り立たないため、「獣拳不闘の誓い」と呼ばれる設定を設け、戦いには直接参加できないようになっている。なお、マスター・シャーフー以外の拳聖については、カンフー映画で活躍する俳優の名をもじった命名となっている。
拳聖共通ゲキワザ
- 聖聖縛（）：激気で巨大な聖なる布（その強度は鉄骨の3兆倍と言われる）を織り、敵を緊縛する。

マスター・シャーフー
声 - 永井一郎、スーツアクター - 神尾直子
激獣フェリス拳の使い手で、ゲキレンジャー直接の師匠。外見は年老いた猫（カラカル）によく似ている。現在はスクラッチ本社にて、美希と共に若き拳士たちの指導にあたる。名乗り口上は「暮らしの中に修行あり、激獣拳とは日々よく生きることと見つけたり」。「猫ふんじゃった」の曲が一番苦手。
年寄りじみた言葉が多く、言動は哲学者然としており、雑巾がけや育児など日常の出来事の中に修行を見出す「暮らしの中に修行あり」をモットーとし、他人の言動に対して「（まさに）○○の中に修行ありじゃな」と評することがある。服の尻尾穴のボタンが魚の形となっている。
優しい性格であまり声を荒らげることはないが、操獣刀をバカンスの資金にするために骨董品店「含韻の幽玄洞」に10万円で売り払ったケンにはさすがに憤慨し、「バカモン!!」と叱りつける。危険を察知すると目が開く。
誓いにより直接戦いに関わってはならないが、それを破るような行動を取ることもあり、後で「あんなの戦いには入らん」と言い訳をすることもある。腰に付けているトライアングルは、「心・技・体」の理想の三角形を表したもの。木で爪を研いだり猫じゃらしにじゃれつくなど、猫のような見た目どおりの仕草や挙動も見られる。その昔は本人曰く「ご婦人が黙っていられないほどのハンサムガイ」だったらしい。理央とは、幼少期に起こった彼の家族の虐殺の際に知り合っている。
元から友人であるマクたちが悪の道に走ったことに心を痛めていたが、それが全てロンの策略だと知ると、自分がマクを救えなかったことに対し、ジャンが理央を救うことを望んでいた節が見られる。
『海賊戦隊ゴーカイジャー』第7話にもゲスト出演。
使用ゲキワザ
- 倍倍分身拳：激気を練り固め、自身の体を大きくする。

エレハン・キンポー
声 - 水島裕、スーツアクター - 大林勝
修行その10より登場。激獣エレファント拳の使い手。外見は2足歩行をする太ったゾウ。一人称は「俺ちゃん」で、語尾に「〜ゾウ」とつけて話す。名乗り口上は「遊びの中に修行有り、世界が恋するエレファント拳」。
一見すれば不真面目に見えるが、真意は緊迫感から解放されたリラックス＝平常心をいかなる事態でも持続することを重要視しており、常に冷静でいられるよう学ぶ「遊びの中に修行あり」をモットーとする。ただし、性格は「スケベな女好き」で、バエや美希からは「エロハン」呼ばわりされることもある。
ゲキレンジャーの中から心の面で強さを持つランの素質を気に入り、フライ・フィッシングを通じて彼女にエレファント拳の真髄である鎖鉄球術の修行をつける。
七拳聖の中では比較的出番が多く、スクラッチ・マイスターズ社の工場長も務めており、バエに代わって巨大戦の実況を務めることもある。元々アジア風の衣装を纏っていたが、見た目はアジアゾウよりアフリカゾウに近かった。現在はシベ山を抜けたモロチ川の畔にあるアジア風に内装された山小屋で暮らしている。
- 名前の由来はサモ・ハン・キンポー。元のイメージがインドの大富豪だったため、高級な服装をそのままボロくなった風にしている。元々はたくさんの宝玉が頭の冠にもあったが、他の人のために全部売り払ったという意図となっている。

バット・リー
声 - 池田秀一、スーツアクター - 喜多川務
修行その13より登場。激獣バット拳の使い手。外見は2足歩行をする翼のないコウモリ。鉄扇子などを使用した鉄扇術の使い手。名乗り口上は「忘我の中に修行有り 美技を極めるバット拳」。
言葉を交わさず忘我の境地に入ることでいかなる思考からも解放され、柳のようにいかなる攻撃をも受け流し反撃することを学ぶ「忘我の中に修行あり」をモットーとする。ストイックな性格で、数多く教えた弟子の中に誰一人として自らの真髄を伝えるに値する者がおらず、長らく弟子を取らなかったが、拳法の中に美しさを追求するレツに素質を見出し、我を忘れるほど舞を踊らせることで彼に激獣バット拳の真髄を身に着けさせる。
美希曰く「頑固で偏屈」、シャーフー曰く「こだわりの男」と言うだけあっていささか気難しいところがあり、自ら進んで教えを説こうとはしない。
地上にいるよりその方が落ち着くという理由から、天井へ逆さに立つことが多い。現在は湖のほとりで一人静かに暮らす。
- 名前の由来はジェット・リー。当初は『霊幻道士』のラム・チェンインをイメージした別の名前が考えられていたがコウモリであったことから、現在の名前に変更となった。
- コートの裾のデザインはコウモリの羽根を模している。元々のイメージは仮面を常に付けているというものだったため、インパクト重視で生身の顔を怖くしたが、劇中ではほとんど素顔のままだった。長身を想定して、裾の広がる服装にすることで演武の際に見栄えするかと思ったが、実際には非常に小さな者が担当することとなった。

使用ゲキワザ
- 封封念（）：激気で巨大な扇型のバリアーを形成し、敵の攻撃を防ぐ。

シャッキー・チェン
声 - 石丸博也、スーツアクター - 竹内康博
修行その17より登場。激獣シャーク拳の使い手。外見は2足歩行する鮫。優れた身体感覚を活かした双剣術の使い手。丈夫な体を重視する激獣シャーク拳の性質上、ゲキレンジャーの中でもっとも無尽蔵の体力を持つジャンを評価し、初めての弟子にする。名乗り口上は「シャッキーンの中に修行有り とにかくがんばるシャーク拳」。
ゲキレンジャーと初対面した時は「シャッキーン!」の決めポーズのみがあり、モットーは持っていなかったが、弟子であるジャンが師匠であるシャッキーの教えを実践することで師匠の教えの正しさが証明されて、他の拳聖たちから再評価される。その後は自らの決めポーズをそのままモットーとして使っている。
7名の拳聖の中では最も若く、明朗な性格で、涙もろい一面もある。また、異様にそそっかしいためか、エレハンやリーから弟子を取ることを危惧されたこともある。
当初は孤島・青鮫島で一人でサバイバル生活をしていたが、後に「青鮫島では通勤に不便だから」とエレハンの山小屋に間借りすることになる。
- 名前の由来はジャッキー・チェン。陸上で生活していることから、眼は死んだ魚のような白目になっている。拳聖は戦いを連想させるものを排除しているが、シャッキーのみ刀を携帯しており、結果的に彼のみフル装備となっている。他の拳聖同様、顔の小さなものも含まれた2パターンが描かれたが、顔の大きなものが選ばれた。

マスター・トライアングル
修行その19より登場。「心・技・体」を最も極めた3人の拳聖であり最高のトライアングル。これらの拳聖から、ゲキレンジャー3人各々が不得意とする属性を学び克服し過激気（）という究極の気を三山戦（さんざんせん）で引き分けになったため、修得し、スーパーゲキレンジャーへの変身が可能となった。
- 共通してエクストリームスポーツの要素を入れ込み、動物のイメージと中華風のテイストをすり合わせている。

ゴリー・イェン
声 - 大友龍三郎、スーツアクター - 日下秀昭
激獣ゴリラ拳の使い手。拳聖の中で心を最も極める。現在はニューヨークで小説家として暮らしている。名乗り口上は「荒ぶる賢人 レイジング・ハート」。
とある山奥で獣拳お悩み相談所を開き、激獣拳士たちはおろか理央にも助言を与えることもある。バナナが好物。常に平常心を失わない強い心を持ち、力もあるが手先が器用な一面もある。
『炎神戦隊ゴーオンジャーVSゲキレンジャー』ではゴーオンウイングスの須塔兄妹に獣拳を教えていたことが明らかになる。
- 名前の由来はドニー・イェン。デザインイメージは太った銀行員。衣装のファイヤーパターンが描かれたベストは、ボウリングシューズとともに実在するものである。

使用ゲキワザ
- 眠眠拳（）：相手を催眠状態にし、過去の情報を蘇らせる。

ミシェル・ペング
声 - 田中敦子、スーツアクター - 橋本恵子
激獣ペンギン拳の使い手。拳聖の紅一点で、拳聖の中で技を最も極める。現在はスクラッチ・スウェーデン支社のトップの要職を務める他、獣拳お悩み相談所で看護師の格好をしてゴリーの助手を務めることもある。名乗り口上は「華麗なる戦いの女神 シュープリーム・テクニック」。
明るい性格で、カキ氷が好物。
- 名前の由来はミシェール・キング。鳥類の顔をそのまま持ってくると怖さがあるため、バランスはかなり擬人化したものとなり、ペンギンの幼態がモチーフとなったが、ツバメに見えることから、嘴の長さを調整している。寒い土地に住んでいるという設定から、衣装はダウンジャケット風のものとなっている。

ピョン・ピョウ
声 - 草尾毅、スーツアクター - 今井靖彦
激獣ガゼル拳の使い手。体を最も極める。現在はケニアの動物保護区の監視員として暮らしており、国立公園で密猟者を取り締まっている。バット・リーとともに実況に参加した際は、バエから「ハンサムコンビ」と称される。名乗り口上は「サバンナの遊撃手 アンダイイング・ボディ」。
頭部の鋭い角など頑丈な体と、優れた脚力を活かした走力と脚力を持ち、関節技などの格闘技全般を得意とする。普段はクールな性格だがおだてに弱い。また、英語混じりに話すこともあるが、英会話は分からない。
初対面時にジャンからは当初「シカ」や「ウシ」と間違えられていた。
- 名前の由来はユン・ピョウ。監視員という設定から、衣装はサファリジャケット風のものとなっており、四国八十八か所お遍路の際に着用する半袈裟と笈摺をアウトドアジャケット風にアレンジしたもの。

使用ゲキワザ
- 蹄蹄脚（）：敵を上空に蹴り飛ばし、落下してくるところに倒立の姿勢で両足蹴りを放つ。

### その他の獣拳使い
真咲 美希（）
演 - 伊藤かずえ
スクラッチ社の特別開発室室長。激獣レオパルド拳の使い手。元はシャーフーの弟子で、理央やゴウと同期である。現在は一線から退き、部下であり弟妹弟子であるゲキレンジャーたちを見守るが、実力は現在でも非常に高く、リンシー程度なら一人でやっつけられるほど強い。リンリンシーとも互角に渡り合える。物語冒頭で500年に一度の月蝕の日に「拳魔の腕輪」を獣拳の聖地で永遠に封印しようとしたが失敗し、その際に出会ったジャンに強烈な激気を見出し、彼をスクラッチにスカウトする。昔は不良で、関東スケバン連合初代総長として名を馳せた時期があり、その道の者たちからは「伝説の美希」として今も恐れられている。
既婚者であり、家で夫とくつろぐ場面もあったが、夫は顔が隠れてセリフもない形での登場である。
2020年放送の『魔進戦隊キラメイジャー』エピソード27にもゲスト出演した。
- 本作品におけるトメとなっており、本編オープニングでは主役8人に次ぐ扱いを受けている。
- 当初は5歳の子供がいるシングルマザーという設定であった。

使用ゲキワザ
- 貫貫掌（）：激気を込めた掌底を打つ。

バエ
声 - 石田彰
激気による言霊で相手を操り、言葉を力に変える激獣フライ拳の使い手。顔がマイクのようになっており、サスペンダーが付いたズボンを履いている。
激臨の大乱で拳聖側の獣拳拳士として戦うが、メレとの戦いの時に使用した獣獣全身変のかけ方が不完全だったため、体が縮んでしまった。これが原因でメレに敗れ、腹の中に捕らわれた。そのため、不完全な獣獣全身変を行ったものを放っておけない。メレの死の際に共に死に、彼女が蘇った時に共に再び蘇ったためメレの臨気で生命を維持しており、長時間浴びないでいると滅んでしまうため逃げることができない。しかし、後にメレが幻気を捨てた際に彼の激気が何らかの化学反応を起こしたことにより、メレから臨気を浴びなくても生きていけるフリーな体になり、彼女が再び死亡するとゴウとともに旅立つ。
拳聖とは面識があり、「巨大戦を追ってどこかへ行った」と聞かされていたシャッキーには親しげに話しかけられたが、ピョン・ピョウには「激獣拳士でありながら臨獣拳に走った者」と誤解されている。
巨大戦マニアであり、巨大戦が始まると勝手にメレの胃袋から飛び出してきて、周囲にいるメレや拳聖などを一方的に解説役に指名して実況する。実況内容は激しく激獣拳寄りなため、メレの逆鱗にしばしば触れており、メレに対しても罵詈雑言を言いたい放題言っている。メレ曰く「うるさい小蝿」「おしゃべり蝿」だが、共に理央に生き返らせてもらったため「愛の一部」として見られている。実況するだけでストーリーに絡むことがあまりないため、ゲキレンジャーも長らく彼の実況や存在に気付いていなかった。修行モットーはシャーフー曰く「喋りの中に修行有り」。
『炎神戦隊ゴーオンジャーVSゲキレンジャー』ではゴウとともに旅をしていたが、インドではぐれてしまう。巨大戦より登場し実況を行う。
2012年公開の劇場作品『海賊戦隊ゴーカイジャーVS宇宙刑事ギャバン THE MOVIE』にも登場。
- デザインを手掛けた篠原保は、バエのデザインは悩むことなく、修正もなく決まったと述べている。

使用ゲキワザ
- 言言魂（）：激気を言葉に変え、心の中の戦いを目視可能。言葉は激気に呼応し、激気を持つ者はその戦況を目視しているように感じる。

ブルーサ・イー
演 - 甲斐将馬
獣拳の創始者で、獣源郷で獣拳を始め、シャーフーら門弟に獣拳を教えていた。ケンが学んだ激獣ライノセラス拳と激気研鑚の使い手であり、七拳聖と三拳魔の師匠。彼がマクの裏切りに遭い、三拳魔に殺されたことが発端で「激臨の大乱」が起こっている。肉体は滅んだが、獣拳使いの魂・激気魂は不滅であり、激気魂が安らぐ場として、操獣刀一本で石像のサイダインを削り出し、激気魂を込め、ケンに激獣ライノセラス拳を極めることを誓わせている。
- 名前の由来はブルース・リー。デザインもテレビドラマ『グリーン・ホーネット』でブルース・リーが演じたカトーをモチーフとしている。黒い仮面はゲキレッドのゴーグルの形状を模している。衣装のイメージは武侠モノの師匠で、現場でアリモノを使って再現している。

ダン
演 - 大葉健二
理央、ゴウ、美希の兄弟子。理央が唯一勝てなかった「白虎の男」で、ナミの夫でジャンの父親でもある。「立派な人物だ」とシャーフーらは語る。理央は臨獣拳に鞍替えし、手に入れた臨獣拳の力でようやく勝利できたと思ったが、実はダンはロンに闇討ちされており、理央としては不本意な形で彼を倒し、死に追いやることになってしまう。死に際に「私には見える、私の息子がお前を倒すところが」と理央に予言し、これがジャンとの宿命の戦いの始まりとなる。

ナミ
演 - 佐藤友紀
ダンの妻でジャンの母でもある激獣拳使い。証拠隠滅の目的でロンに殺されてしまったが、その命と引き換えにジャンを逃がした。

### ゲキレンジャーの関係者
真咲 なつめ（）
演 - 桑江咲菜
12歳。美希の娘。スクラッチの開発室に出入りしていたため、物語開始時からランたちとは顔なじみ。自分のダンスに強い自信を持っていたが周囲を全く見ていなかったため協調性がなく、他の子供たちに認められておらず、挙句にそれをジャンから指摘されたことに怒り、猛反発する。しかし、ソリサに対抗するためにダンスを身につけ、息の合った動きを見せたゲキレンジャーの姿を見て、自分の考えを改める。シャーフーに懐いている他、ジャンとも気が合う。得意料理は豚の角煮で、その豚の角煮が激激砲を放てるきっかけを作る。『電影版』など美希と親子揃っての大食いぶりを見せることも。ジャンから「美希の子」と呼ばれており、相当不満がっている（ゴウにも一度だけ言われており、この時は美希に子供がいたことに驚き、思わず言ってしまったため）。最終回にジャンを最初に「マスター」と呼んでいる。
エピローグの時点で獣拳の修行を開始しており、『劇場版 炎神戦隊ゴーオンジャーVSゲキレンジャー』にて美希と互いに激気を発しつつの組手を披露している。また、同作品では13歳の誕生日を迎え、ゲキレンジャー（関係者）だけではなく、ゴーオンジャー（関係者）にも祝ってもらえた。
美希同様、『キラメイジャー』のエピソード27にゲスト出演した。キラメイグリーンこと速見瀬奈の大学時代の先輩で、スクラッチ社の開発室に勤める設定になっている。

ロボタフ
ゲキレンジャーたちの獣拳トレーナーとなるトレーニング・ドロイド。猫型の頭部で両腕が大型のパンチグローブになっている。設定を変えれば初心者モードから達人モードまで、さらには格闘技だけでなくスポーツなどの幅広い訓練に対応できる。敵のデータを入れてプログラムすれば臨獣拳の技も再現可能だが、出番はごく序盤に限られた。終盤、スクラッチに現れたメレに壊される。

久津 権太郎（）
演 - 石田太郎
ケンの父。エレハンが長を務めるスクラッチ製品の製造工場「スクラッチマイスターズ」でスクラッチ製品を製造する職人。シャーフーを「猫先生」と呼ぶ。典型的な職人肌なため、いい加減な性格のケンとは非常に折り合いが悪く、彼が反発すると喧嘩も辞さない。
久津 幸子（）
演 - 井端珠里
ケンの妹。母親を早くに亡くした久津家の家事全般を一手に引き受けており、兄とは全くの正反対なしっかり者で、ケンにとって最も頭が上がらない存在。
最終回でも、スクラッチマイスターズの職人見習いとなった兄とエレハンの喧嘩を拳で止めており、エレハンでさえも幸子には頭が上がらない模様。

## 臨獣殿
ここでは、各キャラクターの説明などにおいてそれぞれが使うリンギについても記述する。

### 理央とメレ
臨獣拳の首領である理央と幹部であるメレは、序盤は封印を解かれた三人の拳魔より「憎しみ」「妬み」「怒り」の感情を戦いを通して、それぞれの拳魔から学ぶが、そのプロセスは理央とメレで異なる物となっている。臨獣拳の基本は臨気（）と呼ばれる気であるが、この臨気の上に怒臨気（）という究極の気が存在する。理央とメレは、物語中盤でこの怒臨気を習得する。
敵役ながらスーパー戦隊と同等のキャラクターとして数えられている。
- 「心技体」を表すゲキレンジャーに対して、理央とメレは「強さと愛」を表すものとなった[52]。

理央（）
演 - 荒木宏文
臨獣殿の現首領で臨獣拳の全リンギを包括・凌駕するアクガタにおける最強の獣拳である臨獣ライオン拳の使い手。一人称は「俺」。臨獣殿では唯一の完全な生者で、生身の人間。元はマスター・シャーフーの弟子で、激獣拳の使い手として美希やゴウと共に修行していたが、自身が求める強さを教えないシャーフーに失望し、臨獣拳に寝返る。三拳魔の声に従い、配下の拳士を人間界に送り込み絶望を集めるが、その目的は「己が強くなること」のみ。一旦は復活したマクに敗れ、当主の座とマントを奪われるが、後に当主の座を取り戻す。
態度と口調は淡白かつ冷徹で、メレの愛情表現に対しても無視するなど素っ気ない態度で返すが、極秘事項や特命を伝えることも多く、カタにはメレを「我が片腕」と紹介するなど、腹心の部下としては認識している。シャーフーと互角に渡り合うほどの実力者だが、幼少時に遭遇したある事件で家族を惨殺されたことがトラウマとなっており、瞑想に耽る際にその時の悪夢にしばしば悩まされる。その事件をきっかけに「強くならなければやられる」という恐怖と焦燥感を抱き、強さを求めるようになった。カタとの修行で克服し、悩まされることはなくなったと思われたが、心の奥底では完全に払拭できておらず、これをシャーフーに見抜かれ否定することもある。
ゴウを含め、ゲキレンジャーが次々と新しい力を手に入れたことへの苛立ちから、偶発的に怒臨気を身につける。ジャンを宿敵と認めており、ジャンとの戦いを通じてさらなる最強の存在になろうとする。
ゲキレンジャーと和解し、自らの罪を償うべくメレと共に「拳断」に挑むが、復活したロンによって阻まれる。最後はジャンと未来で再会して対戦する約束を交わし、自らの経路を突いて自らの命を犠牲に無間龍に全臨気をぶつけて一矢報いる。普段は「ゲキレッド」と呼んでいるジャンのことをこの時だけは「ジャン」と呼んでいる。
『炎神戦隊ゴーオンジャーVSゲキレンジャー』ではシャーフー、理央とメレの声を聞き取ったゴーオンウイングスの秘伝ゲキワザでメレと共に復活を果たし、復活したロンを倒すべく両戦隊と共に闘う。ジャンへの呼称は「ゲキレッド」に戻っている。
- プロデューサーの塚田英明は、ライオンであることから『北斗の拳』のラオウの若いころをイメージしていたが、シンに変更された。
- 衣裳デザインは、東映プロデューサーの塚田英明から「甲冑をつけている」と発注されたが、デザインが先行していた黒獅子リオのボリュームが減ったように見えると弱く見えてしまうため、鎧ではなく細身のプロテクターとなった。腋を開けるというデザイン上のテーマがあったため、タンクトップ風を前提とした衣装となった。肩を露出する予定だったが、肩パッドを付けることで黒獅子リオとのバランスを付けている。マントはライオンの鬣をイメージしている。

黒獅子リオ
声 - 荒木宏文、スーツアクター - 今井靖彦
修行その4より登場。リオが臨気凱装で変身する戦闘形態。名乗り口上は「猛きこと獅子の如く。強きこと、また獅子の如く。世界を制する者」。
劇場作品『ゴーカイジャー ゴセイジャー スーパー戦隊199ヒーロー大決戦』にも登場。
- ライオンの顔が胸にあるというライオンのキャラクターの王道かつ陳腐な手法を正当化させるため、臨獣拳の全員がモチーフとなる生物の顔を胸につけるものとなった。企画段階でグリフォン拳になることが決定していたため、黒獅子リオの頭部デザインには鳥類のイメージが隠されていた。デザインを担当した篠原保は、直前にデザインした『轟轟戦隊ボウケンジャー』のクエスターや『牙狼-GARO-スペシャル 白夜の魔獣』の白夜騎士ダンなどと差別化をしなければならないため、完成デザインに至るまでには苦労したと述べている。
- リオの型は南拳をアレンジしている。黒獅子リオのスーツアクターを務めた今井靖彦は、現代的な打撃後にすぐ動くアクションではなく、カンフーの雰囲気を取り入れ打撃後に一旦動きを止めてから姿勢を戻すことで余韻を長くしている。

使用リンギ
- 臨気凱装（）：臨気を鎧のように身体にまとい戦闘形態・黒獅子リオとなる。
- 剛勇吼波（）：臨気を固めて練り上げてリンライオンにして打ち出す。
- 烈蹴拳（）：臨気を脚に込め超高速で強力な回し蹴りを放つ。
- 剛勇衝打（）：高めた臨気を全身に覆い、掌底を繰り出す。
- 雷剛弾（）：右手に臨気の弾を作り、連射で相手の自由を奪った後、とどめの一撃を相手に投げ放つ。
- 獅子咆哮波（）：空中から剛勇吼波を放つ。
- 剛勇吼弾（）：全ての臨気を弾丸状に練り上げ、相手に投げつける。劇中ではスーパーゲキレッドのスーパーゲキレッド激激砲と共に放った。
- 超無限烈破（）：無限烈波の強化版。自らの秘孔を突いて、超絶的な力を死と引き替えに得る。
- 全臨伝授（）：術の対象に臨獣拳アクガタの全てのリンギを伝える。
- 大魁咆（）：究極まで高めた全ての臨気を放出し敵に体当たりして自爆する捨て身のリンギ。
- 獅子吼（）

この他にも、拳魔たちとの修行により臨獣ジェリー拳や飛翔拳も修得している。

幻獣王リオ
声 - 荒木宏文、スーツアクター - 今井靖彦
修行その40より登場。臨獣ライオン拳を超越した王のみが使用できる幻獣拳最強と謳われる幻獣拳・幻獣グリフォン拳の使い手。臨獣ライオン拳のリンギを昇華させた完璧な王のゲンギの技を持つ。名乗り口上は「強きこと、猛きこと、世界において、無双の者」。
幻気凱装時の体色は金色へと変化、翼状の意匠が各所に追加された。初戦ではゲキレンジャーを圧倒し、また気迫だけでロンを圧倒したこともある。
スーパーゲキレッドとの戦いに敗れた際、現世への未練がなくなったことで真の幻獣王として覚醒し、自我を失い巨大化する。サイダイオーを圧倒するが、密かに抱いていたメレへの愛情が覚醒を不完全にしていたため、メレの声により元に戻る。その後、ロンにすべての真相を明かされて愕然とし、虚無感に苛まれるも、ジャンの説得に応じメレを救出に向かい、幻気を破棄・返上し、黒獅子リオへと戻る。
- デザインについてプロデューサーの塚田英明から、肩の形状がカタと似通ったものになっていると指摘され、デザインを担当した篠原は特に意識していなかったが、これに対し理央にとってカタは大事な師匠だからであるという理由を後付けしている。登場が遅くなり、出番も少なかったため、ひたすら派手で過剰な表現を用いて大胆に変化したことを印象付けている。

使用ゲンギ
- 幻気凱装（）：幻気を鎧のようにまとい幻獣王リオとなる。
- 破天攻（）：相手を空中に放り投げ、幻気を全身に漲らせて渾身の連続パンチを叩き込む。

メレ
演 - 平田裕香
理央の側近である臨獣カメレオン拳の使い手。一人称は「私」。若く妖艶な人間の女性の姿をしているが、それはカメレオン拳のリンギにより、激臨の大乱以前の生身のころの姿に擬態した状態で、実態はリンリンシー、死者のままである。元は拳魔の配下であり、劇中におけるバエの回想に登場するかつての彼女は、髪型や服装に若干の違いが見られる。激臨の大乱で命を失ったが、死後もその魂は暗く冷たい死の世界で淋しさと憎しみに耐え、深い憎悪と悲しみを持ち続けており、その魂に惹かれた理央に見込まれ、再び命を得る機会を理央への愛を優先するため、放棄したことで彼の秘術でかりそめの命を与えられて甦り、理央の片腕となった。
自らを復活させた理央には一途な強い愛情と絶対的忠誠心を抱いており、理央に敵対する者は仲間であろうと冷酷非情な一面を見せて容赦なく牙を剥き、彼の前では可愛く振舞う純真な乙女になるツンデレな性格。その深い忠誠心から理央からも右腕として認められており、深い信頼を寄せられている。ただし、理央に対しては深い愛を寄せているものの、理央は自身のことは歯牙にもかけていなかった。
また格闘家としての実力は高く、たとえ部下であっても弱者に厳しい冷徹な性格で、格下とは戦わない主義。ただし、マガのように自らと同じく恋をする者に対しては、親身になってアドバイスを与えることもある。大食漢でもあり、大皿の上の饅頭を一気に食べつくすほど。クリスマスや正月に戦うことには消極的で、特に前者ではすっかり浮かれてバエを唖然とさせている。正々堂々とした戦いを好むため、ロンに唆されて幸子を人質にとって操獣刀を奪った際、自分の信念に対する裏切りから生じた自身への怒りの感情で怒臨気を会得する。
ゲキレンジャーと和解し、理央と共に自らの罪を償うべく「拳断」に挑むが、ロン＝無間龍からジャンたちを庇い、命を落とす。
『スーパー戦隊199ヒーロー大決戦』にも登場。
『宇宙戦隊キュウレンジャーVSスペース・スクワッド』では宇宙忍デモストの手により復活する。
- デザインは変身前が先行して描かれた。チャイナドレスをイメージしており、セクシーなテイストとなったが、不安な想いがあったため、隙間の肌色の部分は布で処理されているなど少し抑え目に調整している。髪の毛はかつらで舌を巻いている。

メレ（獣人態）
声 - 平田裕香、スーツアクター - 蜂須賀祐一
メレの獣人態。名乗り口上は「理央様の愛のために生き、理央様の愛のために戦うラブウォリアー」。
武器はコンクリートをも貫く長い舌と一対の釵。序盤では鉄扇も持っている描写があったが戦闘には使用していない。また、光学迷彩のように全身を臨気でコーティングして景色と同化して姿を消す能力を持っており、これを生かした奇襲攻撃を得意とする（この能力は撤退時にも活用される）。
- 設定上は獣人の一人であることから、獣人態のデザインもゲスト獣人との親和性が意識されている。カメレオンの目で胸を表現したが、突き出した角が邪魔でバランスを調整したため、胸の顔が目立たなくなってしまった。企画段階でフェニックス拳になることが決定していたため、黒獅子リオ同様に獣人態のデザインには鳥の要素が取り入れられている。

使用リンギ
- 無限烈破（）：舌で相手の体の秘孔を数箇所突き、血潮と細胞を燃料にして相手を活性化させる。修行その36では秘孔を間違えている。
- 絡撃拳（）：両手に構えた2本の釵で相手の放った激気や臨気による弾丸など敵の攻撃を受け止め、それに自らの臨気を込めて威力を倍加し敵に撃ち返す。
- 舌禍繚乱（）：空中で逆さまに静止し、鋭い槍のように伸ばした舌で無数の突きを放った後、頭から体当たりして敵を吹き飛ばす。
- 玩茨固（）
- 吊姿固（）
- 槍舌突針（）
- 臨解放（）：臨気を解き放つ。

秘伝リンギ
- 無効消波（）：鋭い舌で相手の急所に突き入れ気の流れを止める。気の流れを止められた者は、全身の力が抜け、動きを封じられる。
- 可憐突破（）：円陣を組んだゲキレンジャーの支援を受けて空中高く飛翔、2本の釵を両手に構えて螺旋を描きつつ高速回転し、そのまま相手に体当たりして粉砕する。

鳳凰メレ
声 - 平田裕香、スーツアクター - 蜂須賀祐一
修行その37より登場。空気中の酸素などを幻気の力で発火させて超火炎を生み出す幻獣フェニックス拳の使い手。メレが血盟の儀式を交わしたことによって鳳凰の力を得て生まれ変わった幻獣態で、孔雀の羽のような模様が体の各所に配されている。名乗り口上は「理央様の愛のために、さらなる強さをまとったラブ・ウォリアー」。
終盤、理央を破壊神にするためにロンに攫われるも、ゲキレンジャーと理央に助けられ、幻気を破棄・返上し、臨獣カメレオン拳のメレに戻る。
- 元々は玄武になる予定だったが、メレのイメージに似つかわしくないのと、クジャクの要素を盛り込んでいた獣人態が、鳳凰のイメージに生かせそうなことと、理央がグリフォン拳になったため、あえて変更された。

使用ゲンギ
- 幻気充填（）：幻気を全身に込めて一旦臨獣拳の獣人態となった後、黄金の幻気の奔流を全身にまとい、幻獣拳の獣人態となる。
- 火将危願（）：空気中の酸素などを発火させて超高熱の火炎を生み出す。炎を全身にまとい、敵に体当たりする。

この他に一部カメレオン拳の能力も使用可能。

### 臨獣拳アクガタ

#### 三拳魔
読みは「さんけんま」。臨獣拳の創始者たち。かつて獣拳創始者ブルーサ・イーに師事していた10名の獣拳使いの中で、邪な心を抱いた3名が悪へと走り離反した。その際、袂を分かち合った7名が拳聖を、離反した3名が拳魔を名乗り今に至る。激臨の大乱に敗れ、魂と肉体を別々に封印されてからはその魂は怨霊と化し、魂が封印された拳魔の腕輪の中から力を求めその腕輪を身につけた者に対し、「憎しみ」「妬み」「怒り」の感情を露にした時に語り出し、「弱き者の悲鳴と絶望を糧とすべし」と道を示す。
「獣獣全身変」により、自らの獣拳に見合った動物の姿を模した半獣半人の姿をしており、同じく獣の姿をした拳聖よりも動物そのままではない姿をしている。
ラゲクの説明によれば、臨獣拳創始はマクによるシャーフーへの「怒り」により発生した。ラゲクはシャーフーへの「妬み」により脱退したが、カタがどのようにして「憎しみ」を抱いたのかは明らかになっていない。ジャンは彼らの桁外れに高い臨気（嫌な感じ）を「ゾワンゾワン（超ゾワゾワ）」（マクは「ゾワゾワ」の最上級を意味する「ゾワンギゾワンゴ（超ゾワンゾワン）」）と表現する。
三拳魔秘伝リンギ
- 慟哭丸（）：相手を生きたまま捏ね上げて岩石に封じ、命の滴を搾り取る。

空の拳魔カタ
声 - 納谷六朗
キャッチフレーズ：憎しみが力を生む
修行その11より登場。臨気によって空気と風の流れに乗って自由自在に大空を飛んで、敵を頭上から鋭い爪で攻撃する飛行術および幻惑拳を操る臨獣ホーク拳の使い手で、飛翔拳と呼ばれる飛行系リンギを極め、空中での戦いに秀でる。自らの過去を憎む理央に応えて真毒によって命を与えられ、骸から復活した。一人称は「我」。武器は疾風の剣（本編未呼称）と呼ばれる柄の両端に刃がついた眉尖刀。
自身のモットーからか、常に他人を憎むことに固執している。また、メレのように醜いと判断したものに対しては侮蔑ともとれる態度を示し、名前すら呼ばない。一度は理央を殺そうとするも、自分の「絶望」を力とした彼を認め師匠となる。理央を「若獅子」と呼ぶ。
三拳魔の中では弟子への指示が一番多い。これは場合によっては弟子の負の感情を食い尽くし、自らの力とする行為も兼ねているものであり、命を懸けた戦いの中にある極限状態を見出すことで、より強い臨気を開放し、自らの中にある資質を覚醒し力とする「死闘の中に修行あり」に由来する。ただし、自分自身の中に存在する強烈な負の感情（絶望・憎しみ・痛み・苦しみなど）を強制的に知り増幅させる必要があるため、弟子としてついていける者は少ない。
あくまで技を授けるのは理央一人のため、理央がラゲクの指導を受ける間は「臨獣山の頂」にて一人で暮らしている。
ゲキレンジャーを相手とした「激臨の大乱」ではケンを除く4人と対戦する。巨大化後もゲキトージャウルフとゲキファイヤーは破るが、サイダイオーに敗れる。
- いかにも師匠という雰囲気に、古い中国の武人のようなスタイルの中から鳥のイメージに合うものを選んでいる。カタ以降のデザインは、胸の顔を小さくし、顔以外の要素も取り入れることが意図された。頭部は武侠ものの飾りをイメージしている。武器は薙刀風のものというオーダーだったため、大刀をイメージした眉尖刀に、刃を柄の両端につけたものという追加オーダーがあったため、刃の部分を簡易化しており、回転させるエフェクトにするため、プロペラ風に刃を付けている。

使用リンギ
- 暗黒咆（）：相手の深層心理や普段は心の底に封じ込めている過去に感じた絶望を呼び起こし、それを喰らって自らの力とする。
- 鷹爪一変（）：臨気を込めた指先の爪で相手の胸を突き、心の痛みを増幅させる。増大した心の痛みによって身を滅ぼすこともある。
- 漆黒咆（）：相手が心の底に封じ込めている記憶を呼び起こし、それを読み取る。
- 憎悪弾（）：疾風の剣からビームのように臨気を連射する。

秘伝リンギ
- 幻死牢（）：幻覚の鳥かごの中で幻術によって相手に複数の自身の幻を見せ、相手を同士討ちさせる。

海の拳魔ラゲク
声 - 幸田直子
キャッチフレーズ：嫉妬が力をくれる
修行その15より登場。三拳魔の紅一点で、臨獣ジェリー拳と呼ばれる毒のリンギと相手の攻撃を受け流して無効化する合気術の使い手。臨気の流れによって肉体を瞬間的にゲル状に変化させ、敵と同等のスピードで動くことで攻撃を受け流す。カタへの妬みを露にしたメレの声に応えて真毒によって命を与えられ、復活した。ドレス風の鎧と触手のような長髪と杖を持つ。
相手を呼ぶ時は「ちゃん」を付けるか名前の語尾を甘く呼ぶ（例・カタ＝カタァ。メレ＝メレちゃん）が、自身が興味を持たない者には素っ気ない態度で応じる。「溢れてきちゃう」が口癖。
かつてシャーフーに「身を焦がす思い」を寄せていたらしく、シャーフーを「ダーリン」と呼ぶ。しかし、その想いに応じなかった彼を妬み、今では愛憎半ばの感情を抱いている。
当初は理央を素質なしと見なし、メレの方が教えを授けるにふさわしいと告げるが、これは理央に嫉妬を抱かせるための発言だった。ただ、実際メレに強くなる素質を見出しており、2人の師匠となった。2人には「互いに競い合い、嫉妬すること」が重要と説く。臨獣殿の中では比較的温厚派で、間接的に焚きつけるものの無用な揉めごとは行わない。
ゲキレンジャーを相手とした「激臨の大乱」ではケンと対戦するも、撃退される。マクを倒されたその直後、獣人態となって現れたロンに一撃で倒される。
マクの復活後はカタと共にマクに媚びへつらい、彼を越えようとする理央にはシニカルだったが、己の強さに集中していたマクやカタとは別に、最期まで弟子の身を案じている。
『スーパーヒーロー大戦』、『仮面ライダー×スーパー戦隊×宇宙刑事 スーパーヒーロー大戦Z』にも登場。
- 服飾の手法で大半を表現しているため、クラゲがモチーフとなった。透明パーツを随所に用いたり、細かいディテールなど凝った作りとなったが、造形では頭部の形状が全く異なっている。デザインは、中国の民族衣装やドレスをイメージしている。篠原は胸部のクラゲの下部から下乳が出ているのがポイントとしており、レースを触手に見立てている。

使用リンギ
- 羅封掌握（）：触手を使い、臨気に反応する毒を打ち込む。発する臨気が強いほど拒絶反応が起きて臨気を封じられ、臨気を封じられた者は毒が回り、いずれ死を迎える。
- 時裂斬（）：臨気を込めた杖で時空に裂け目を入れて、過去の出来事を見せる。

秘伝リンギ
- 時裂波（）：時の流れを見抜いて臨気で空間を捻じ曲げ、相手を過去へ漂流させる。ゲキレンジャー5人と理央とメレを元禄時代へと送った。

大地の拳魔マク
声 - 柴田秀勝、スーツアクター - 岡元次郎
キャッチフレーズ：儂こそが拳魔一の拳魔 怒りで力を司る
修行その22より登場。拳魔のリーダー格でかつての臨獣殿の頭首。ゲキレッドへの怒りを露わにした理央の声に応え、臨獣殿の地下から復活した。外見は執金剛神のようで、胸部と肩に熊の顔がある。
かつてブルーサ・イーの一番弟子だったが、ブルーサ・イーに後継者に指名されたシャーフーが辞退し、その座をマクに譲るよう進言したことを聞き「辱められた」と憤り、それが臨獣殿創設のきっかけとなっている。
激獣拳を壊滅させるために激臨の大乱を起こした後、特別に危険視されたため、七拳聖たちによって骸からイキギモを抜き去られ、大乱終了当時無人となっていた臨獣殿の地下に封印されたが、メレが南北アリスからイキギモを取り戻したことでイキギモと真毒によって命を与えられ、復活する。その後、怒臨気で理央をねじ伏せ、再び臨獣殿頭首の座に就く。
大きな爪と強力な力で敵を破壊する臨獣ベアー拳と呼ばれる拳法の他に怒りによって生み出される究極の臨気である怒臨気（）を唯一会得している。激しい気性と力はカタとラゲクも恐れるほどで、恐怖と共に「あの方」「マク様」と特別視されており、骸の封印された場所を知りながら、両者とも復活には反対した。激獣拳側もマクの復活を恐れ、イキギモを臨獣殿の手に渡る前に過激気で破壊しようとしたほど（エレハン曰く「獣拳使いの中で一番強い」）。復活した時は封印された逆恨みから夜通し暴れる。カタやラゲクと違い、理央やメレに修行を施すことはなかったが、彼らにとっては「乗り越えるべき壁」であった。
七拳聖を破り、ゲキレンジャーを相手に「激臨の大乱」を再来させるが、獣力開花したゲキレンジャーに敗れ、巨大化するもサイダイゲキファイヤーに敗れる。
なお、本来は彼がロンの策略により幻獣王（破壊神）になるはずで、臨獣殿も、その過程の結果にすぎなかった。しかし、ロンの思い通りに動かず反抗してきたため、理央を代わりにした。
- デザインでは、当初マスク状の顔も検討されていたが凶暴さが出ないため、怒りの表情をそのまま見せる形状となった。デザインイメージは筋肉バカで、マッチョのハゲ頭にしている。三つの熊の顔は、マク一人でトライアングルが成立しているという意味になっている。イキギモはクマノイをイメージして、琥珀調の質感とダブらせており、金具部分のイメージはインドの装飾品となっている。

使用リンギ
- 怒臨気雄峰突（）：怒臨気を両手の鋭い爪に集中させ、炸裂させる。
- 神着火（）：怒臨気を胸部にある熊の顔面に集中し、超高熱の火炎弾を作り出して相手にぶつける。

秘伝リンギ
- 臨怒雲（）：怒臨気で固めた雲を作って高速移動する。

#### 臨獣拳士
読みは「りんじゅうけんし」。道半ばで命を落とした古代の臨獣拳の使い手たちを秘術で蘇生させ、偽りの生命を与えた存在。倒されると肉体は粉々に砕け散り塵と化す。実力についてはリンシー以前の基礎能力が大きく作用する傾向があり、メレなど強者はリンシーの状態を省略し、リンリンシーの姿で復活する。理央が蘇らせた者と三拳魔が蘇らせた者に二分化しており、理央・拳魔のどちらかに忠義を尽くす（一部例外あり）。理央の直属でない限り、理央やメレに対して対等な口の利き方をするのも特徴的である。
リンシー
茶色い服を着て、目元を帽子と目隠しで覆っている下級拳士。容姿に個別の差はない。単体ではさほどの力ではないが、集団での攻撃で威力を発揮し、集団で行動する場合は「リンシーズ」と呼ばれる。知能が低いうえに動きが硬く、移動時には両腕を前に突き出し、両足を揃えてピョンピョンと飛び跳ねる動作を見せるが、戦闘時には俊敏な動きを見せる。武器は槍。
「試しの房」と呼ばれる館での1人で大勢のリンシーを倒す試練に勝ち残った者は、リンリンシーになることが出来るが、100回以上も敗退してきた落ちこぼれもいる。
「会話」はしていないが悲鳴程度の言語は発している（一部は除く）。主にメレや理央配下の獣人が使用することが多いが、拳魔が使うこともある。
双幻士登場後、全く姿を見せなくなったが、ロンがメレをさらい臨獣殿を乗っ取った際には彼の配下になっている。
倒されると石化して砕け散る。
- モチーフはキョンシー。キョンシーモチーフは既に『高速戦隊ターボレンジャー』のウーラーで使用しているため、あらゆる面で被らないようにしている。

リンリンシー
「試しの房」を潜り抜け、上級拳士となったリンシー。赤い服を着て、リンシーの時に付けていた帽子と目隠しを取ることが許され、素顔を晒している。
このリンリンシーになることで、本来の名を名乗ることが許されるようになる。生前の記憶や知性を取り戻しており、言葉を話し、リンシーよりも柔軟に動く。
額に各自が体得している獣拳の手本になった動物のレリーフが出現している。メレやソリサのように女性のリンリンシーもいるが、姿形は男性と同じで基本的に区別はつかない。
例外として、メレのようにリンリンシーとして直接蘇った者や三拳魔の弟子はリンリンシーの時の姿はない。従来の作品の怪人とは異なり、倒されると砂となって死亡する。
- 目隠しを外すのは、拳法を会得した開眼と首魁に謁見するお目通しのダブルミーニングとなっている。

獣人（）
リンリンシーがリンギ獣人邪身変（）で獣人化した姿。共通の特徴として、その上半身（主に胸部）には各自が体得している獣拳の手本になった動物の頭部が浮かび上がる。ビーストアーツの倍倍分身拳と対極に位置するリンギ邪身豪天変（）で巨大化することも可能。術を解くか、致命傷ではない傷を負うと元の大きさに戻る。また、獣人になった当初は体に馴染んでおらず、リンリンシーに戻ることもある。
- 作品コンセプトからアクション性を重視して脚が細身のものが多いが、巨大化時にはロボとの対比バランスがとれないため、底上げしたブーツに差し替えている。

五毒拳（）
修行その4から登場。理央降臨のために出陣した、臨獣拳の中でも特に邪悪で凶暴なリンギを極め、体内に熱・痛み・寒さ・痺れ・吐き気の毒を持つ5人の精鋭リンリンシー。ゲキレンジャーや拳聖・拳魔同様、個々のキャッチフレーズが存在する。
臨獣スネーク拳のブラコをリーダーとし、センチピード拳のカデム、スコーピオン拳のソリサ、ゲッコー拳のモリヤ、トード拳のマガによって構成されており、仲間同士のチームワークは抜群である。
5人のうちのいずれかが真毒（）という、死者に強力な毒によって死を与えて命を裏返し、逆に生とする秘伝リンギを隠し持っている。

#### 臨機兵・怒臨機兵
強力な臨気を注入されることで起動する衛兵で、気を吹き込んだ者の命令通りによって動く、感情や知能のないロボットのような親衛隊。個体ごとに臨獣拳がインプットされており、鎧のように堅い外骨格を持ち、胸部には陰陽魚が描かれている。
最初に登場したものは臨獣殿の中枢の祭壇に置かれていたが、後に登場したものは臨機兵房と呼ばれる場所に存在している。製造方法は不明だが、同型機が大量に存在する。獣人とは違い、臨気を注入した拳士が発動するリンギ臨気奔流豪天変（）により巨大化する。また、怒臨気を注入された怒臨機兵は、体色が臨機兵と一部異なり、怒臨気を注入した拳士が発動するリンギ怒臨気奔流豪天変（）により巨大化する。
- 企画段階では合体して巨大ロボットになるという案もあり、デザインも合体することを想定して描かれている[81]。臨機兵は、何もしないため、石像のような雰囲気を出すため、兵馬俑のようなテイストを盛り込んでいる[43]。左右対称の形状や陰陽に沿って明暗で対比させた色など、要素をすべて反転させている[43]。怒臨機兵は、臨機兵の銀色の部分を怒臨気のイメージカラーの赤に変更しているが、ゲキファイヤーに似た配色となったため、画面で判別しづらいという警告があったという[82]。

### 幻獣拳
読みは「げんじゅうけん」。理央・メレ以外の名の由来は、中国の古い時代の書物に現れる想像上の動物の名前である。臨獣拳士同様、それぞれが司る幻獣の姿を模した獣人態を持ち、その胸部にモデルとなった動物の頭部がついている。また、ゲンギ幻身豪天変（）を使い巨大化することも可能である。
- 双幻士は十二支を、四幻将は十二支に加え四神もモチーフにしている[59]。

幻獣王リオ

#### 四幻将
読みは「しげんしょう」。四幻将は幻獣王直属の4人の将。
ロン
演 - 川野直輝
修行その23より登場。幻獣ドラゴン拳の使い手である金髪の青年。一人称は「私」。血盟の儀式を取り仕切る幻獣拳の調整者と呼ばれる役割を果たす。
当初は慇懃な口調でしゃべる謎の男としてメレの前に現れ、一方で自らを理央の影と称し、理央の前には直接姿を曝さず他人に化けて現れ、「理央様がマクを倒すため」と称し様々なことを吹き込む。理央が獣力開花した後に初めて姿を現し、2人に幻獣拳に鞍替えするよう促す。一連の戦いの黒幕であり、その正体は全ての獣の頂点に立ち、古今東西のドラゴン伝承の元になった幻獣無間龍である。
不老不死の能力を持った永遠を生きる存在であるがゆえに日常に退屈し、その終わりがない退屈を紛らわせるために数多くの人間たちを弄び、世界を破滅させる幻獣王＝破壊神を誕生させ、世界を滅ぼそうと画策する。そのためマクに臨獣殿を築かせ、破壊神の素質を持つ者として選んだ理央の両親を殺害、さらにダンを闇討ちすることで理央に恐怖を刻んで強さを求める強迫観念を植え付けていた。また、ダンにまつわるものを抹消するためにジャンの村も襲っている。しかし、その生き残りでダンの息子のジャンに対しては、唯一自分の思い通りに動かない計画の障壁として、怒りと憎悪を向けている。
一度はサイダイゲキリントージャに敗れるが、自身の不死の組織であったサンヨを取り込むことによって再生し、本来の姿に戻る。
理央の捨て身の攻撃で倒されたかに見えたが、不死身ゆえにすぐに蘇り、ロンの姿で七拳聖、ゲキバイオレット、ゲキチョッパーを圧倒する。しかし、三拳魔によって激獣拳に加え三拳魔の拳法を会得したゲキレンジャーによって慟哭丸に封印され、永遠の苦しみを味わうことになる。
『炎神戦隊ゴーオンジャーVSゲキレンジャー』では、ガイアークと臨獣殿の残党・メカの策略により、不完全ながら復活を遂げる。復活直前に倒されていた蛮機獣ヌンチャクバンキの亡骸に融合し、無間龍に酷似したロンバンキとなり圧倒的な力を見せつけるが、最終的には敗北し再封印される。
慟哭丸は『海賊戦隊ゴーカイジャー』でもジャンが首からぶら下げた状態で登場する。
『スーパーヒーロー大戦』では大ザンギャックの大幹部、 『スーパーヒーロー大戦Z』では宇宙犯罪組織マドーの怪人として登場。
- ロンの存在は企画段階からプロデューサーの塚田英明によるメモに設定されていた。人間態の衣装デザインは配役に合わせて描かれている。理央やメレが逆三角のラインを主としていたため、その逆で裾が緩やかに広がるラインで構成されている。

使用ゲンギ
- 呪煙吐（）：黄色いエネルギー体のようになって移動する。ゴウは登場当初、ロンがこの技を使うと、決まって不完全な獣獣全身変により狼男の姿になって暴走していたが、後に自らの強い意志で克服した。
- 幻開放（）：右手の親指で胸の中心を突き、自らの幻気を発する。「血盟の儀式」において、自らの幻気をメレに与えるために使用。
- 転臨幻納（）：臨獣拳士が発する臨気を解き放ち幻気を受け入れられるよう、臨気に幻気を融合させ、幻気に変容させた上で臨獣拳士に宿して幻獣拳士へと変える秘術。
- 全魂集結（）：死者の魂から眠る激気魂を呼び起こして塊と成し、幻気によって幻獣拳士を形作る。スウグを生み出す際に使用。

この他にも時空を超えることも可能。

幻獣ドラゴン拳ロン
声 - 川野直輝、スーツアクター - 竹内康博
修行その35より登場。ロンの戦闘形態。幻獣ドラゴン拳の使い手を名乗っているが、実際には最初から備わっていた自身の能力であり、この姿も仮そめのものである。武器は幻気でできた弓矢狂気の弓矢。
自ら戦うことは稀だが、鳳凰メレを一撃で退けるほどの力を持つ。
- デザインは、篠原が過去に手掛けた『仮面ライダー555』のドラゴンオルフェノクでの小さい龍の造形がうまくいったと感じたことから、全身に龍の意匠が施されており、龍が並ぶ胸は、東照宮・陽明門の息を龍に転じたものをイメージしている。その反面、顔はシンプルに抑えられた。

無間龍（）
修行その46・48に登場。ロンの真の姿である8つの首を持つ龍。世界各地で伝承されているドラゴン伝説の元になった存在と言われる。
不死身の肉体を持ち、ゲキトージャやサイダイオーの攻撃も寄せ付けない。口からは雷撃を放つ。
- デザインは、塚田から手を龍にしてくれと要望され、篠原はこれを拒むも押し負けたため、多頭龍として処理した。篠原はヤマタノオロチではなく麒麟をイメージしたと述べている。当初は長崎の龍踊りのように巨大なヘビ型というオーダーだったが、取り回し易さを考慮して二人で演じる着ぐるみになり、両腕にも龍の頭を付けている。

サンヨ
声 - 梅津秀行
修行その36より登場。重力を支配して、自在に重さと軽さを操る幻獣バジリスク拳の使い手。見た目は厳ついが、語尾に「〜ヨ」と付くコミカルな口調で話し、少々口が軽い。頻繁に妙な咳払いをするが、これは口の軽さからロンにたびたび叱責され、ごまかしているうちに身に付いた癖である。重力を支配し、重さと軽さを自在に操る。また、どんな攻撃を受けても滅びることはない。
実はロン（無間龍）の分身体であり、不老不死の組織によって彼を再生させる部位である。ロンと共に拳断の儀式に現れた後、無間龍と一体化して本来の姿に戻る。
『スーパーヒーロー大戦』では大ザンギャックの怪人として登場し、最終決戦では仮面ライダー電王（ソードフォーム）と交戦する。『スーパーヒーロー大戦Z』では宇宙犯罪組織マドーの怪人として登場。
- ロンを生き返らせる立場になることからフェニックス拳とする案も存在したが、幻獣拳士を十二支に当てはめるのと、巨体にするというアイデアであったことや、メレが既にフェニックス拳になることを前提にデザインされていたため、亀の甲羅を持つ蛇がモチーフのバジリスク拳に変更された。

使用ゲンギ
- 大重鈍化（）：敵の周囲の重力を自由に操り、相手を凄まじい重さで潰す。
- 小軽鋭化（）：敵の周囲の重力を自由に操り、相手を吹き飛ぶような軽さにする。
- 反重力鎧（）：重力を利用して両手で相手の攻撃を受け止め、幻気を加えて軌道を逆転させて跳ね返す。
- 蔵備頓（）：両手に溜め込んだ幻気で重力場を作り出し、頭上から投網のように落として超重力で周囲の全てを押し潰す。

スウグ
修行その37より登場。幻獣キメラ拳の使い手。当初は棺の中に入っていた。物静かだが、幻気が乱れると暴れだし、幻獣王の命令のみにしか従わない。言葉を話すことはなく、名乗りなど彼の意思疎通はロンが代弁する。キメラが複数の生物の混合であることに基づき、幻気と強い意志を混合させたまま繋ぎ止めることで、存在する全ての獣拳を模倣することで使用可能。幻気を衝撃波のように全身から放つほか、胸の口からは炎を吐く。ジャンからは金色に全身が輝いており、虎のようであることから「トラピカ」と呼ばれる。
その正体は理央が唯一勝てなかった「白虎の男」ことダンの激気魂であり、彼の死後に墓から激気魂を集めたロンにより操られている。激気魂と臨気によって形作られ、柔軟や強靭といった矛盾した肉体を可能とする。魂だけの存在なので心というものがなく、言葉を話さないのはそのためである。胸部の動物がキメラでなく白虎であるのも、ダンが白虎の激気を持つ激獣拳士であるからであり、草笛を吹いたり、戦闘中の構えも一部ダンのクセが入っている。
ジャンによって倒されることで激気魂が解放され、ダンの意志を取り戻し、彼を励まして消えていく。
『スーパーヒーロー大戦』では大ザンギャックの怪人として登場。
- デザインは、左半身が白虎、右半身が様々な生物の骨をモチーフとしている。普通の武人のような左半身に対して、右半身はキメラを表現するため、様々な生物の頭骨を融合させ、醜ければ醜いほど哀れに見えるため、徹底して不気味にさせ、ロンのイメージカラーの金で塗り固めている。

鳳凰メレ

#### 双幻士
読みは「そうげんし」。四幻将にそれぞれ2名ずつ仕える8人の拳士。スウグの双幻士の指揮はロンが担当する。実際には全員がロンの配下。

ゴウユ
声 - 喜山茂雄
修行その37、45に登場。サンヨに従う双幻士。相手を音の力で攻撃する幻獣ケイトス拳の使い手。
技の特性上、微細な超音波を発生しているため、相手に接近して言葉を交わす必要がなく、必要最低限の単語でのみ会話する。空気を振動させるため、敵の手が届かない距離からの攻撃が可能。
- モチーフは中国の猪に似た妖怪の名前から取っているため、十二支の亥に相当する。デザインは、音の技を用いることから管楽器の要素が取り入れられている。ケイトスは鯨の怪物だが、猪や豚の頭を持ったものもあったため、そこを引用している。音による攻撃は、お寺の梵鐘の音である鯨から連想している。

使用ゲンギ
- 拷雷震（）：両手を大地につき、幻気を集中させて全身を細かく振動させてソニックウェーブを発生させ、頭を締め付けるかのような苦痛を人体に与えたり、周囲の建物を共鳴により破壊する。

シユウ
声 - 真殿光昭
修行その38に登場。サンヨに従う双幻士。鏡のゲンギを使用する幻獣ミノタウロス拳の使い手。全身に備わっている三日月状、あるいはリング状の幻射鏡が武器。
人に真似をされることを嫌い、絶対に真似されないように色々な口調でしゃべっているうちに、「〜でごじゃる」と語尾に付ける話し方が癖になってしまった。
- デザインはアラビア風で、胸の顔はヨーロッパバイソンをモチーフとしている。丑に相当するが、ギュウヤが牛をモチーフとしているため、アラビア風の意匠を強調している。角もギュウヤとの差別化で平面構成にしており、それを鏡として使用している。

使用ゲンギ
- 転身反（）：左手の掌を相手の胸に当て、一瞬閃光を放って鏡の世界への入口を開く。技を受けた者を鏡の世界に閉じ込めて鏡の迷宮の虜にして、シユウの分身体がその者に化けてすり替わり、現実世界に送り込まれる。

ハク
声 - 古島清孝
修行その39に登場。メレに従う双幻士。幻獣ユニコーン拳の使い手。
騎士のような姿らしく丁寧な口調だが、子供を盾にするなど卑怯な性格。
- 午に相当し、ユニコーンに似た一角の馬の幻獣から名前を引用している。デザインは、馬の部分のモチーフは埴輪だが、胸に馬の顔を位置すると前々作『魔法戦隊マジレンジャー』で篠原が手掛けた冥府神スレイプニルと被るため、変則的な肩にユニコーンの顔があるデザインとなった。

使用ゲンギ
- 夢幻招来波（）：幻気を拡散させ、角の元としてばら撒き、子供などの感受性が強い人間の額に幻気の角状のアンテナを生やす。角の生えた子供たちは意のままに操られ、さらには受信した幻気の増幅アンテナとして機能する。幻気を発信し、人間を自らの僕として操る。
- 大鋭角断（）：高速スピンで相手に近づき、左肩の鋭い角で連続で切り付ける。
- 幻力豪豪波（）：幻気を右肩のユニコーンの尻尾に集中し、尻尾を高速回転させることで、相手に絡みつき電撃を伴う竜巻状の衝撃波を生み出す。

ヒソ
声 - 潘恵子
修行その46に登場。メレに従う双幻士。幻獣ピクシー拳の使い手。双幻士の紅一点。流麗な円舞のリズムで頭部の双剣を瞬時に回転させ、体中に仕込んだ刃物を解き放って敵を切り刻む。
当初はメレに忠誠を誓うような素振りを見せ、彼女を「お嬢様」と呼んでいたが、実際はロンの命令で彼女を見張っていた。
- 卯に相当し、ヒソは漢字で「飛鼠」と書き、ムササビのようだったが、軽やかかつ鋭そうな印象がイメージに合っていたため、そのまま引用している。頭部のデザインは少女風のツインテールをイメージしており、篠原はアクションのしづらさも考慮したが、自身も数をこなさなければならない状況であったためそのまま描いたという。胸部のピクシー像をピスクドール風に見せるため、全体の意匠を西洋アンティーク風にしている。手先や腰に刃物を垂らすことで回転技を生かしている。

使用ゲンギ
- 真剣翔舞（）：幻気を込めた両腕を振り下ろし、鋭く柔軟な無数の刃で敵を貫く。
- 突剣呑（）：幻気を右手の長い爪に込めて長く伸ばし、光の刃を鞭のように振るって複数の相手をなぎ倒す。

ドロウ
声 - 稲田徹
修行その41・42に登場。ロンに従う双幻士。様々な気の流れを捻りの動きで変化させて悪用する幻獣カプリコーン拳の使い手。
洞窟の奥に長い間引きこもっていたため、他人とは意志疎通をあまり好まないが、同じ境遇のソジョとは疎通がとれる。
修行その42ではゲキレンジャーに向けて「まとめてデリートしてやる」と言いつつデカレンジャーの決めポーズを取るという、稲田が出演した『特捜戦隊デカレンジャー』でのファンサービス的なパロディを行った。
- 未に相当する。山羊座の由来とされているカプリコーンだが、古代中国ではヤギとヒツジの区別が明確ではないことから採用となった。カプリコーンの下半身は魚類のため、魚のヒレを手足に付けている。胸部の顔はヤギやヒツジをモチーフとしている。インテリキャラという設定から、全身の鎧のイメージは書物で、そのページをヤギが食べているものとなっている。

使用ゲンギ
- 即書呼（）：難雑を極める計算の経過を空中にビジュアル化し、答えを導き出す。
- 練馬繰（）：ソジョが胸部の前歯に溜め込んだ激気と紫激気に幻気を加え、3つの気をひとつに練り上げて浴びた人間をひょうたんに封じ、研究によって作り出した種に「エンター」し、泥粒子を作り出し、撒き散らす。泥粒子を浴びた者は苦しみながら消滅してしまう。
- 練馬繰・痛（）：相手の腕を掴んで練るように回転させ、武器を弾き飛ばしてしまう。
- 全身練馬繰（）：ソジョとの連携技。頭部の角の上にソジョを跨らせ、ソジョの具流虞留で一緒に高速回転し、練馬繰を繰り出すことで巨大拳士の合体（変形）解除を誘発する。

ソジョ
声 - 津久井教生
修行その41・42に登場。ロンに従う双幻士。幻獣アーヴァンク拳の使い手。背中に様々な気の流れを淀ませて溜め込む密閉タンクを作り出し、反発する気でさえも備蓄する。
ドロウと同様、洞窟の奥に長い間引きこもっていたため他人とは意志疎通の機会が少なく、単語だけで話す。
- 子に相当するが、げっ歯類のイメージからビーバーに似た幻獣のアーヴァンクが選ばれた。そのため、濡れた毛をイメージしたトゲトゲの頭や大量の流木を背負った背中となった。全身に不定形のパーツを付け、薄汚れた感じを出している。デザインはビーバーをモチーフとしており、背中に集めた木のディテールを配することで猫背風に処理している。

使用ゲンギ
- 備離美利（）：両腕から幻気による電撃を発する。
- 具流虞留（）：追跡不能なほどの超高速で回転し、幾度も打撃を与える。
- 打無堕夢（）：幻気により、実体に限りなく近い幻を作り出す。
- 具流虞留備離美利（）：具流虞留で超高速回転しつつ、備離美利を発して攻撃する。
- 全身練馬繰（）：ドロウとの連携技。ドロウの頭部の角の上に跨り、具流虞留で一緒に高速回転し、ドロウが練馬繰を繰り出すことで巨大拳士の合体（変形）解除を誘発する。

シュエン
声 - 柴本浩行
修行その43に登場。スウグに従う双幻士。幻獣ハヌマーン拳の使い手。
猿であるがゆえに不真面目極まりない性格。上司に当たるスウグの事は見下しており、彼に対する忠誠心は持ち合わせていない。
- モチーフは猿神であるハマヌーンで、申に相当する。デザインは孫悟空をモチーフとしており、火のディテールを取り入れており、孫悟空のモデルとなった金糸猴の金色の体毛を炎に見立てて、東南アジアやインドなどの派手な色彩と合わせている。

使用ゲンギ
- 毛猛分身変（）：頭髪を抜き、息吹を吹きかけることで無数の分身体を作り出す。分身は本体と遜色ない能力を発揮し、微妙に性格や個性も異なる。
- 天軸転（）：背中に背負った伸縮自在の棍棒を湾曲させながら振り回し、複数の標的に打ち付ける。
- 大猿回（）：身体の柔軟性と俊敏性を最大限に発揮し、舞いながら相手の攻撃をことごとく交わす。
- 爆炎彩遊鬼（）：背中に背負った棍棒の先から、猛烈な勢いの火炎を吹き出す。

コウ
声 - 安井邦彦
修行その43・44に登場。スウグに従う双幻士。幻獣ケルベロス拳の使い手。かつて理央に謀反を起こした五毒拳のブラコの弟でもある。
兄に似て野心家。犬であるがゆえに生真面目であり、それゆえにシュエンとの仲は死ぬほど険悪だが、ロンの操り人形に過ぎないスウグの事を見下している点は共通しており、スウグを蹴落として四幻将に出世する事を兄の復讐よりも優先していた。
- 戌に相当し、デザインは、狡やケルベロスとのイヌつながりでアヌビスをモチーフとしており、ボディはミイラ風となっている。胸部の顔は、グレート・デーンや狛犬をモチーフとしている。当初は、真毒を生成し、スウグを蘇らせ、操っていた張本人という想定だったが、それが流れてブラコの弟ということになり、顔も後にブラコに似せている。

使用ゲンギ
- 迅愚流（）：幻気で作られた無数の首輪を投げつけ、人々の首にはめることで力尽くで悲鳴と絶望を吸収する。首輪一つはリンリンシー一人の強さに相当し、激気や生命力さえも吸収することもできる。